# New Riegel
New Riegel és una població dels Estats Units a l'estat d'Ohio. Segons el cens del 2000 tenia 226 habitants.

## Demografia
Segons el cens del 2000, New Riegel tenia 226 habitants, 100 habitatges, i 57 famílies. La densitat de població era de 436,3 habitants per km².
Dels 100 habitatges en un 24% hi vivien nens de menys de 18 anys, en un 49% hi vivien parelles casades, en un 6% dones solteres, i en un 43% no eren unitats familiars. En el 40% dels habitatges hi vivien persones soles el 22% de les quals corresponia a persones de 65 anys o més que vivien soles. El nombre mitjà de persones vivint en cada habitatge era de 2,24 i el nombre mitjà de persones que vivien en cada família era de 2,98.
Per edats la població es repartia de la següent manera: un 21,7% tenia menys de 18 anys, un 11,1% entre 18 i 24, un 23% entre 25 i 44, un 21,2% de 45 a 60 i un 23% 65 anys o més.
L'edat mediana era de 39 anys. Per cada 100 dones de 18 o més anys hi havia 90,3 homes.
La renda mediana per habitatge era de 31.000 $ i la renda mediana per família de 46.667 $. Els homes tenien una renda mediana de 32.500 $ mentre que les dones 19.286 $. La renda per capita de la població era de 17.409 $. Aproximadament l'1,9% de les famílies i el 4,1% de la població estaven per davall del llindar de pobresa.

## Poblacions més properes
El següent diagrama mostra les poblacions més properes.